# Волки (фильм, 1971)
«Волки»  (яп. 出所祝い: сюссё ивай; англ. The Wolves) — японский кинофильм в жанре гангстерской драмы снят в 1971 году известным режиссёром Хидэо Гося. Кинолента рассказывает о вышедшем из тюрьмы благородном якудза, который должен разоблачить предателя внутри своего клана и отомстить ему.

## Сюжет
По случаю вступления на престол, в 1928 году новый японский император Хирохито объявил амнистию. Сэйдзи Ивахаси, член банды Энокия, отбыв десятилетний срок за убийство босса клана Канно, освобождён из тюрьмы. За время его заключения в клане Энокия многое изменилось. Старый босс умер и его место занял Сакаки, лучший друг Ивахаси. Сакаки сумел спасти клан за время их войны с конкурирующим кланом Канно. Ивасахи не ждёт ничего от старого друга, но остаётся в клане рядовым членом, хотя по идее имеет все права на место босса, так как пользуется большим авторитетом среди членов группировки, нежели занявший это место Сакаки. Ивахаси узнаёт, что Сакаки при посредничестве местного авторитета Гэнрю Асакуры дал согласие на брак Аи, дочери покойного босса их группировки, с боссом ненавистного им клана Канно. Ая просит Ивахаси чтоб он узнал о судьбе её бывшего возлюбленного Цутому Онодэры, за которого её отец разрешил ей выйти замуж. Цутому Онодэра, как и Ивахаси отбывал срок в тюрьме, также был амнистирован, но после освобождения никто его не видел. Сакаки убеждает друга, что появление Онодэры может разладить только начавшиеся налаживаться отношения между двумя кланами и что ещё хуже — может привести к новой войне, которая уничтожит ослабленную банду Энокия. Ивахаси узнаёт от одного из своих друзей, что вскоре после выхода из тюрьмы Цутому Онодэры, кто-то хотел его убить, оттого-то он и скрывается. Вскоре Ивасахи встречает Онодэру на могиле покойного босса их клана и узнаёт от него, что старик умер не от болезни, как ему это рассказывал Сакаки, а его убили.

## В ролях
- Тацуя Накадай — Сэйдзи Ивахаси
- Нобору Андо — Гундзиро Одзэки
- Исао Нацуяги — Тэцуносукэ Сакаки
- Тэцуро Тамба — Гэнрю Асакура
- Хироси Танака — Сатору Игараси
- Тосио Куросава — Цутому Онодэра
- Кёко Энами — Ою
- Комаки Курихара — Ая

... Гоша тщательно воссоздаёт атмосферу 20-х годов и умышленно замедляет ритм, отчего в ряде эпизодов кажется стёртой граница между реальными событиями и сном кого-то из героев (особенно характерна в этом смысле сцена с красавицами-наёмными убийцами). Даже бесконечно долгая кульминационная дуэль не столько взрывает ход событий (как в "нинкйо", например, того же Като), сколько кажется естественным продолжением несколько ирреальных событий картины. Может быть, такая трактовка "якудза эйга" и не делает Волков достижением масштаба Уличного бойца Фукасаку или Истории женщины-якудза Ишии, но фильм запоминается как оригинальное видение жанра талантливым режиссёром. В безусловный плюс "Волкам" можно засчитать и на удивление уверенную игру Нобору Андо в роли союзника главного героя. Андо, в прошлом самый настоящий якудза, в кино снимался часто. Но обычно ничего особенно выдающегося в смысле драматического искусства не демонстрировал (даже у Фукасаку, так как великий режиссёр вообще недолюбливал исправившегося гангстера и снимал его только по рекомендации продюсеров, не стремясь к тщательной работе над ролями Андо). Гоша же смог добиться от Андо необходимой отдачи, поэтому актёр-якудза почти не уступает Накадаи.
- Ацуко Кавагути — Каё
- Куниэ Танака — Мацудзо Цумура
- Хисаси Игава — рассказчик (голос за кадром)

## Премьеры
- — национальная премьера фильма состоялась 30 октября 1971 года[2].
- — премьерный показ в США: 7 июня 1972 года[2].